# Lu'ayy ibn Ghalib
Lu'ayy (Arabisch: لؤي) is in de islamitische traditie een voorouder van Mohammed.
De traditie leert dat Mohammed de zoon was van Abdallah, de zoon van Abd al-Moettalib, de zoon van Hashim, de zoon van Abd Manaf, de zoon van Qusai, de zoon van Kilab, de zoon van Murrah, de zoon van Ka’ab en de zoon van Lu'ayy.

## Verhaal
In Ibn Ishaq's Biography of the Prophet Muhammad (vertaald door Alfred Guillaume) vermeldt hij dit verhaal:
Een waarzegger genaamd, Shafi' b. Kulayb al-Sadafi, kwam naar de Jemeense Koning Tobba en woonde met hem, en wanneer hij hem afscheid wenste, vroeg Tobba aan hem of hij nog iets belangrijks te vermelden had, en in de gebruikelijke 'gedichten' vertelde hij hem in antwoord op de vraag of een koning met Tobba zou vechten. Hierop antwoordde de waarzegger: 'Neen, maar de koning van Ghassan heeft een zoon, wiens koninkrijk zal  worden overtroffen door een man van grote vroomheid, geholpen door de Almachtige, beschreven in de Psalmen van de Israëlieten; zijn volk zal worden bevoordeeld door openbaring en zal hij de duisternis verdrijven door het licht, Ahmad de profeet. Hoe gezegend zijn volk als hij komt, een van de afstammelingen van Lu'ayy van Banu Qoeraisj. Tobba gaf hierop opdracht voor een kopie van de psalmen, bekeek ze, en vond de beschrijving van de profeet.

## Gedicht
Lu'ayy's kleinzoon Qusai, die Mekka veroverde voor de Qoeraijieten, maakte in zijn poëzie ook kenbaar, trots te zijn op zijn grootvader Lu'ayy:
Ik ben de zoon van de beschermers van Lu'ayy
In Mekka is mijn huis waar ik ben opgegroeid.
De mijne is het dal dat als Ma'ad bekend staat,
Het is Marwa waar ik vreugde in vind,
Ik hoefde niet te vechten, had niet gehoeven,
De zonen van Qedar en Nabt hebben zich hier gevestigd,
Rizh is mijn helper, Ik vrees geen onrecht zolang ik leef.